# Кларкстън
Кларкстън (на английски: Clarkston) е град в окръг Асотин, щата Вашингтон, САЩ. Кларкстън е с население от 7337 жители (2000) и обща площ от 5,3 km². Намира се на 246 m надморска височина. ЗИП кодът му е 99403, а телефонният му код е 509.